# استودیو تاد
استودیو تاد (به انگلیسی: Todco) یک استودیوی بازی‌سازی ایرانی است که در سال ۲۰۱۰ تأسیس شد. این استودیو تاکنون بازی‌هایی مانند فروت کرفت و پرسیتی و همچنین یک بازارچهٔ اپلیکیشن و بازی‌های ایرانی مخصوص سیستم عامل آی‌اواس به نام سیبچه را طراحی کرده‌است.